# Optymistytschna Petschera
Bei der Optymistytschna Petschera (ukrainisch Оптимістична печера oder Optymistytschna-Höhle; deutsch etwa „Optimistische Höhle“) handelt es sich um eine Gipskarsthöhle am Westrand der Podolischen Platte in der westlichen Ukraine südwestlich des Dorfes Koroliwka. Kennzeichnend für sie sind enge und schmale Klüfte und Durchgänge, die größere, mit verschiedenen Gipskristallen und -ausblühungen versehene Hohlräume miteinander, verbinden. Bei der geologischen Schicht, in der sich die Höhle befindet, handelt es sich um eine ca. 20 m mächtige tertiäre Meeresablagerung aus Kalkstein, Muschelkalk, Tonen und Lehmen.

## Ausmaße
Die Optymistytschna-Höhle ist die längste Gipshöhle der Welt, mit vermessenen 262 km Ganglänge außerdem die längste in Europa und die fünftlängste Höhle der Erde. Sie reicht maximal 15 m in die Tiefe.
Sie gehört zu einer Anzahl teils riesiger Gipshöhlen in Podolien. Nördlich der Optymistytschna-Höhle liegt eine weitere große Gipshöhle, die Oserna (Lage), mit einer Gesamtlänge von 128 km die zweitgrößte Gipshöhle der Welt.

## Geographische Lage
Das Gipskarstgebiet mit den beiden Riesenhöhlensystemen und vielen kleineren Gipshöhlen liegt auf der Hochebene der Podolischen Platte ca. 12 km südwestlich der Kleinstadt Borschtschiw, 15 km nördlich des Flusses Dnister, beim Dorf Koroliwka. Nächstgrößere Städte sind Kamjanez-Podilskyj im Osten und Czernowitz im Süden. Etwa 100 km nördlich liegt die Großstadt Ternopil (Ternopol). Das Gipskarstgebiet Podoliens ist nur ein Teil eines ausgedehnten Gipskarstes, der sich im Norden der Karpaten von der Grenze zu Rumänien bis zu den Prypjatsümpfen und nach Polen hinein erstreckt; eines der größten zusammenhängenden Gipskarstgebiete, weit größer als die Gipskarstgebiete Kleinasiens, des Urals oder des Harzes. Elf Höhlen mit Ganglängen über 1000 Meter sind bisher im Podolischen Karst bekannt, darunter die fünf längsten Gipshöhlen der Erde.
Die Optymistytschna liegt in einer meistens etwa 15 bis 30 m mächtigen Schicht aus Gips aus dem Obertertiär (Neogen). Im zentralen und westlichen Teil der Höhle nimmt die Mächtigkeit des Gipsgesteins auf 60–70 m zu. Ihre durchgehend in sich fast rechtwinkelig kreuzenden Kluftsystemen angelegten Gänge bilden ein riesiges Netzwerk, einen im Grundriss labyrinthisch verzweigten Irrgarten meist niedriger, oft verlehmter Passagen. Teilweise sind Höhlengänge in eingeschwemmten Sedimenten erstickt. In der höhlenbildenden Gipsformation sind auch Tonmineralien und andere Verunreinigungen (Karbonate) eingelagert, die bei Lösung und Abtransport des Gipses als feinkörniges Sediment zurückblieben. Um Höhlenforschern lange, nur kriechend zu überwindende Passagen zu ersparen, sind weiträumig begehbare Gräben im Sediment der Gänge ausgehoben.

## Entdeckung und Erkundung
Die Optymistytschna Petschera wurde im Jahr 1965 von den Lemberger Speläologen M. Sawtschin, V. Wassiljew, I. Katschkowsky, I. Maljawina entdeckt und in den darauffolgenden zwei Jahrzehnten systematisch erkundet. Die Höhle wurde erstmals 1966 erkundet, als am 8. Mai M. Sawtschin und A. Soljar beim Ausheben eines Wasserkanals auf ein enges Einstiegsloch stießen, das sie nach etwa 100 m in ein Höhlenlabyrinth führte. In den Jahren zwischen der Entdeckung und 1975 waren ukrainische Höhlenforscher aus Lemberg und Ternopil wesentlich an der Erforschung der größten Gipshöhle beteiligt. Sie gehörte 1977 zu 280 bekannten Gipshöhlen in den Gipskarstgebieten der damaligen Sowjetunion, die etwa 90 % der bekannten Gipshöhlen der Erde ausmachten. Die Optymistytschna zählte bald zu den Höhlen mit den ausgedehntesten Gangsystemen.
Seither wurden etwa 50 Forschungsunternehmungen in der Optymistytschna durchgeführt. In den letzten Jahren hat die Forschungstätigkeit auffallend nachgelassen, es werden auch kaum Vermessungen durchgeführt. Die Gesamtlänge ihrer vermessenen Gänge wurde 2006 mit 215 km angegeben. Das Netz der Höhlengänge ist teilweise sehr engmaschig angelegt, so dass sich der Grundriss der Höhle nur auf eine Fläche von etwa zwei Quadratkilometern erstreckt. Diese Eigenheit der podolischen Gipshöhlen führte in der Fachliteratur zur Bezeichnung als maze cave (Irrgartenhöhle).
Die Temperatur in der Höhle beträgt etwa 8 °C in den westlichen Höhlenteilen (in der mächtigeren Gipsschicht), in den östlichen Teilen zwischen 9 und 10 °C. Die Form der Gänge in der Optymistytschna ist von der Klüftung und Schichtung des Gipses abhängig, ihre Bindung an das enge Kluftsystem verursacht mit den gitterartigen, labyrinthischen Charakter der Höhle. In den feinkristallinen Gipsen der untersten Etage finden sich Gänge mit rundlichen, niedrigen flachen oder schmalen, kluftartigen Profilen. Im grobkristallinen Gips bildeten sich rundliche oder rechteckförmige Profile mit waagrechten Decken oder in der Form auf der Spitze stehender Dreiecke aus. In Übergangsbereichen finden sich bis 10 m hohe Galerien mit stark gegliederten Profilen. An Stellen intensiver Zerklüftung oder eingestürzter Zwischendecken liegen große Hallen. Röhrenförmige Kamine reichen bis in die überlagernden Kalksteinschichten, an Einstürzen derartiger Schlote bildeten sich hohe domartige Räume mit kuppelförmigen Decken.
In Veröffentlichungen polnischer Geologen, Heimatforscher und Archäologen finden sich die ersten Erwähnungen der Höhle. In der älteren Literatur wird die Höhle oft in der russischen Schreibweise ihres Namens Optimistitscheskaja erwähnt, in Berichten in englischer Sprache als Optimist Cave.

## Touristische Erschließung und Führungen
Bisher wurde die Optymistytschna Petschera noch nicht touristisch erschlossen. Individuelle Führungen müssen über direkten Kontakt zu den Späleologischen Vereinen in Lemberg, Tarnopol oder Chmelnyzkyj organisiert werden. Die Nationalparkverwaltung „Podilskij Towtry“ in Kamjanez-Podilskyj kann auch individuelle Führungen zu den vielen anderen, in der weiteren Umgebung auffindbaren Gipskarsthöhlen (Kristalnaja, Atlantida) organisieren.